# Stephen van Rensselaer
Stephen van Rensselaer III, född 1 november 1764, död 26 januari 1839, var en amerikansk markägare, politiker och militär. Han var en av de största markägarna i delstaten New York med 3 072 kvadratkilometer (km2) stort markområde och satt i USA:s representanthus mellan 1822 och 1829 för New York-distrikten 9:e och 10:e. van Rensselaer var också vice guvernör för delstaten New York mellan 1795 och 1801. Den 5 november 1824 grundade han och professorn Amos Eaton det privata forskningsuniversitetet Rensselaer Polytechnic Institute.
Han var också involverad i USA:s armé mellan 1786 och 1812.
van Rensselaer avlade examen på Harvard University.
Hans förmögenhet var vid sin död värderad till 3,1 miljarder amerikanska dollar, det motsvarade i 2014 års dollarvärde 101 miljarder dollar, och det gjorde honom till den då sjätte rikaste amerikanen genom tiderna.